# Plebejus discoanteriora
Plebejus discoanteriora är en fjärilsart som beskrevs av Tutt 1909. Plebejus discoanteriora ingår i släktet Plebejus och familjen juvelvingar. Inga underarter finns listade i Catalogue of Life.